# Vojenský puč v Jugoslávii 27. března 1941

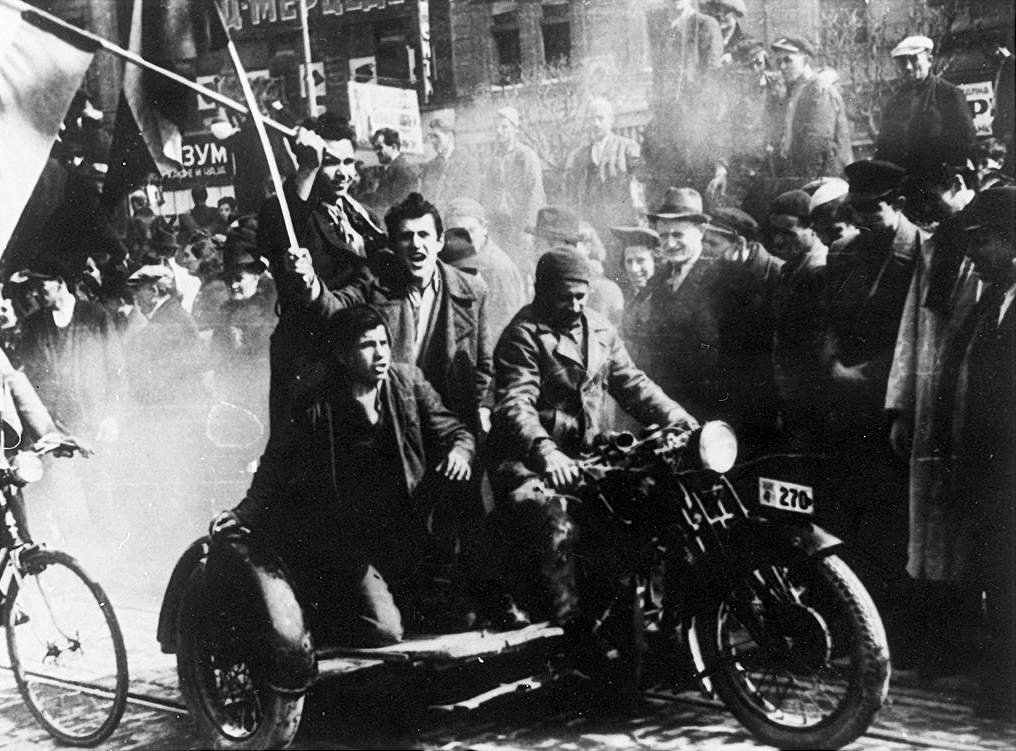
Jedna z demonstrací z 27. března 1941

Vojenský puč v Jugoslávii 27. března 1941 svrhl regentskou radu v čele s knížetem Pavlem Karađorđevićem a dále vládu Dragišy Cvetkoviće a Vladka Mačeka, kteří za Jugoslávii podepsali dva dny předtím ve Vídni přistoupení země k silám Osy.
Účastnila se jej skupina vysokých důstojníků jugoslávské armády, v čele s bratry Radojem a Živanem Knezevićovými, generálem Borem Mirkovićem a generálem Dušanem Simovićem. Vojáci obsadili všechna ministerstva a strategické objekty, zatkli celou vládu a prohlásili nástupce trůnu, Petra II. Karađorđeviće za plnoletého. Předsedou nové vlády se stal generál Dušan Simović.
To vše se odehrálo v napjaté atmosféře, kdy v Bělehradě probíhaly masové demonstrace proti přistoupení Jugoslávie k silám osy (účastnili se jich jak komunisté, tak i řada jiných organizací z celého politického spektra). Davy lidí skandovaly hesla, jako bolje grob, nego rob (lepší mrtvý, než otrok), či bolje rat, nego pakt (lepší válka než pakt). Demonstranti napadli několik německých úřadů; vyvěsili vlajky Spojenců a zpívali vlastenecké písně.
Nová vláda sice informovala Hitlera, že se na situaci v zahraniční politice nic nemění, ten však byl značně rozhořčen celou událostí a rozhodl se Jugoslávii vojensky napadnout. Ta tak vstoupila do války zcela nepřipravena, bez jakéhokoliv ultimáta nebo varování 6. dubna 1941.